# Yeokbuk-dong
Yeokbuk-dong (koreanska: 역북동) är en stadsdel i staden Yongin i provinsen Gyeonggi, i den nordvästra delen av Sydkorea, 40 km söder om huvudstaden Seoul. Den ligger i stadsdistriktet Cheoin-gu. 
Stadsdelen bildades den 1 juli 2021 genom en delning av Yeoksam-dong. 